# روبرت كالدويل (سياسي)
روبرت كالدويل (بالإنجليزية: Robert Cladwell)‏ هو فلاح وصحفي وكاتب وسياسي بريطاني وأسترالي (وحمل سابقاً جنسية المملكة المتحدة لبريطانيا العظمى وأيرلندا)، ولد في 1843 في المملكة المتحدة، وتوفي في 2 نوفمبر 1909. انتخب عضو مجلس النواب جنوب أستراليا من الجمعية عن دائرة Electoral district of Onkaparinga ‏ وقد انضم خلال فترته النيابية (23 أبريل 1890 – 2 مايو 1902)  للكتلة البرلمانية مستقل وانتخب عضو مجلس النواب جنوب أستراليا من الجمعية عن دائرة Electoral district of Yorke Peninsula ‏ وقد انضم خلال فترته النيابية (8 أبريل 1884 – 22 أبريل 1890)  للكتلة البرلمانية مستقل.